# Humboldtstraße 60 (Mönchengladbach)

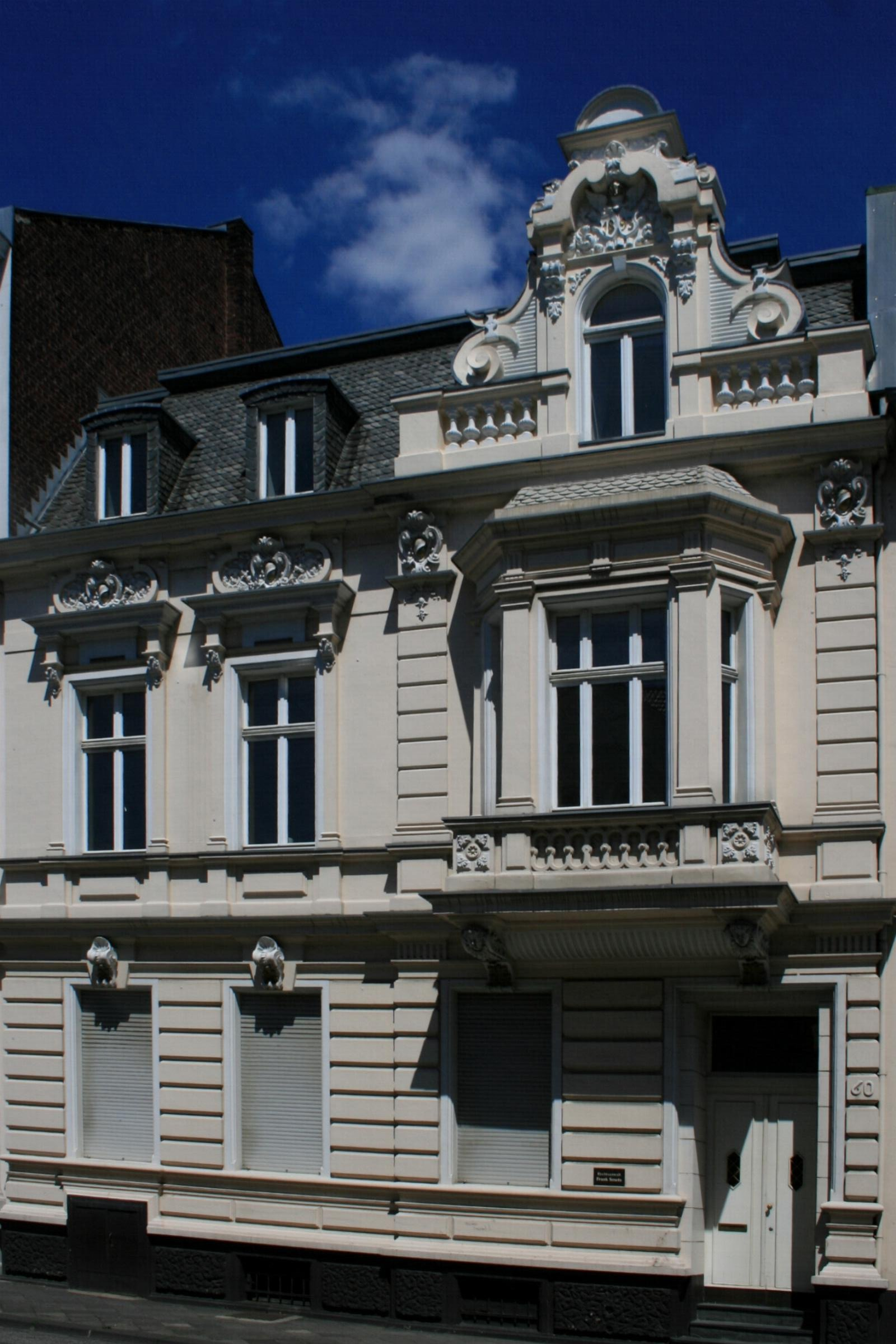
Wohn- und Geschäftshaus (2010)

Das Wohn- und Geschäftshaus Humboldtstraße 60 steht in Mönchengladbach (Nordrhein-Westfalen).
Das Gebäude wurde 1893 erbaut. Es wurde unter Nr. H 031  am 14. Oktober 1986 in die Denkmalliste der Stadt Mönchengladbach eingetragen.

## Architektur
Das 1893 erbaute Haus Nr. 60 ist ein zweigeschossiger Bau in drei Achsen, und der Eingangsnische im Erdgeschoss. Das Haus hat ein Mansarddach in Schieferdeckung. Die Fassade ist in Anlehnung an Renaissanceformen gestaltet.
Das Gebäude ist völlig originalgetreu auf unsere Tage überkommen. So finden sich neben alten Fußböden das Treppenhaus (Eiche), Stuckdecken, Türen, Treppenhausmalereien, sowie ein Gutteil an altem Inventar. In dieser nahezu musealen Unverletztheit ein schützenswertes Beispiel wilhelminischen Bauens und Wohnen.